# You (actriz)
Yukiko Ehara (江原 由希子 Ehara Yukiko?,  Tokio, Japón, 29 de agosto de 1964), más conocida bajo su nombre artístico de You (ゆう?), es una actriz, cantante y modelo japonesa. Está afiliada a Circle Line.

## Biografía
Ehara nació el 29 de agosto de 1964 en la ciudad de Tokio. Comenzó su carrera como cantante en 1985, lanzando su primer sencillo, Chotto dake. Posteriormente formó el grupo pop Fairchild en 1988, junto con Seiji Toda y Hirokazu Kawaguchi. Ehara actuaba como vocalista y compositora de la banda. En 1990, consiguió un lugar regular en el programa semanal de radio cómico, MBS Youngtown. Luego aceptó un papel regular en el programa de televisión Downtown no Gottsu Ee Kanji. Debido a que el enfoque de su carrera pasó de cantar a la actuación, Fairchild se separó en 1993.
Mientras trabajaba como regular en varios programas de televisión y radio, Ehara escribió dos libros, apareció en varias películas y es colaboradora habitual de la revista de modas In Red. Fue nominada al premio a "Mejor actriz de reparto" en los Premios de la Academia Japonesa de 2005 por su actuación en Dare mo Shiranai.

## Filmografía

### Películas
- Dare mo Shiranai (2004)
- Ima Ai Ni Yukimasu (2004)
- The Uchoten Hotel (2006)
- GeGeGe no Kitarō (2007)
- Still Walking (2008)
- Boys on the Run[2] (2010)
- Friends: Mononoke Shima no Naki (2011)
- R100 (2013)
- Terrace House: Closing Door (2015)
- Her Sketchbook (2017)
- You, Your, Yours (2018)

### Televisión
- Manhattan love Story (2003).
- Going My Home (2012).
- Terrace House (2012-2020).